# لینکنهولت
لینکنهولت (به انگلیسی: Linkenholt) یک روستا و محله مدنی در بریتانیا است که در Test Valley واقع شده‌است.